# Lambdainsel
Die Lambdainsel (englisch Lambda Island, in Argentinien Isla Primero de Mayo) ist eine Insel im Palmer-Archipel westlich der Antarktischen Halbinsel. In der Gruppe der Melchior-Inseln liegt sie unmittelbar nordwestlich der Deltainsel.
Teilnehmer der Vierten Französischen Antarktisexpedition (1903–1905) unter der Leitung des Polarforschers Jean-Baptiste Charcot benannten sie als Île Sourrieu nach Bertrand Sixte Henri Sourrieu (1853–1921), Kapitän und später Admiral der französischen Marine. Diese Benennung setzte sich jedoch nicht durch. Wissenschaftler der britischen Discovery Investigations kartierten sie 1927 und benannten sie in Anlehnung der Benennung weiterer Inseln der Gruppe nach dem griechischen Buchstaben Lambda. Die Lambdainsel wurde bei argentinischen Expeditionen der Jahre 1942, 1943 und 1948 vermessen. Namensgeber der argentinischen Benennung ist das Forschungsschiff Primero de Mayo, das bei der argentinischen Expedition im Jahr 1942 zum Einsatz kam. 1942 nahm der erste argentinische Leuchtturm in der Antarktis, der Faro Primero de Mayo, seinen Betrieb auf. Er steht seit 1972 als Historische Stätte und Denkmal HSM-29 unter dem Schutz des Antarktisvertrags.